# OS/2 Warp Server
Der OS/2 Warp Server ist ein Betriebssystem des Unternehmens IBM für den Einsatz als Netzwerkserver. Es basiert auf dem Betriebssystem IBM OS/2 Warp und wurde um weitere IBM-Netzwerkprodukte ergänzt.

## Komponenten
Die Datei- und Druckdienste waren früher als IBM LAN Server getrennt erhältlich. IBM TCP/IP für OS/2 mit DDNS/DHCP-Server-Unterstützung und NFS wird ebenfalls mitgeliefert. Die Fernzugriffsdienste sind auch als LAN Distance Remote Server bekannt. Für die Systemverwaltung kommt SystemView (das spätere Tivoli TME10, Netfinity) zum Einsatz. Eine Datensicherung ist mit dem Warp Server Backup, welches ehemals Personally Safe'n'Sound hieß, möglich.

## Entwicklungsgeschichte
Während IBM bis 1995 die Vielzahl OS/2-Produkte als Einzelkomponenten vertrieb, kam es bereits mit dem Produkt OS/2 Warp Connect Version 3 zu einem Strategiewechsel. Neben dem eigentlichen Betriebssystem, war eine komplette Netzwerkunterstützung für alle verbreiteten Umgebungen bereits im Lieferumfang enthalten.
Der Anfang 1996 vorgestellte OS/2 Warp Server Version 4 basierte weiterhin auf OS/2 Warp Version 3. Die Erweiterte Version (engl. Advanced) ist mit dem verbesserten Dateisystem HPFS386 für eine größere Anzahl von Benutzern ausgelegt. Größere Änderungen am Basissystem ergaben sich erst mit der Ende des Jahres vorgestellten Version für Mehrprozessorsysteme (SMP).
Seit 1997 war der Warp Server auch ein Bestandteil der IBM-Strategie des Network Computing. Es diente beispielsweise als Server für die Thin-Client-Lösung Workspace on-Demand.
Die vorläufig letzte Hauptversion OS/2 Warp Server for e-business erschien 1999 und brachte neben einem neuen Kernel, das Dateisystem JFS und Java-Unterstützung mit.
OS/2 Warp Server for e-business enthielt weiterhin:
- Journaled File System (JFS)
- Tivoli Lightweight Client Framework (LCF) Endpoint Agent for OS/2
- Netfinity Manager and Client Services, Netfinity 5.2
- Network File System (NFS)
- Jahr-2000 und Euro-Unterstützung
- Logical Volume Manager (LVM)
- Windows NT Server Management
- Dynamic Domain Name Server (DDNS) für Windows 95 und NT Clients
- Dynamic Host Configuration Protocol (DHCP) und Preboot Execution Environment (PXE)
- OS/2 Warp Developers Kit, Java Technology Edition, Version 1.1.7

Als zusätzliche Produkte wurden das 386 High Performance File System Upgrade und das Security Package angeboten.
Über Software Choice oder Passport Advantage wurden danach Aktualisierungen angeboten:
- Java 2 Version 1.3.1
- IBM TCP/IP für OS/2 4.3
- IBM HTTP Server
- IBM WebSphere Application Server
- Netscape Communicator 4.61, IBM Web-Browser

Aktualisierte Installationsdatenträger wurden ab dem Jahr 2001 für Kunden mit entsprechenden Wartungsverträgen bereitgestellt:
- ACP1 - Aurora Convenience Package 1 for OS/2 Warp Server for e-business (Version 4.51)
- ACP2 - Aurora Convenience Package 2 for OS/2 Warp Server for e-business (Version 4.52)

## Versionen
- 1996 – Warp Server Version 4, Warp Server Version 4 Advanced
- 1996 – Warp Server Version 4 Advanced SMP (mit Mehrprozessor-Unterstützung)
- 1999 – Warp Server for e-business – Codename: Aurora
- 2001 – Aurora Convenience Package 1 (ACP1)
- 2002 – Aurora Convenience Package 2 (ACP2)